# Lola LC91
A Lola LC91 egy Formula–1-es versenyautó, amelyet a Lola Cars tervezett a Larrousse csapat számára, amely az 1991-es Formula–1 világbajnokság során versenyeztette. Pilótái Éric Bernard és Szuzuki Aguri voltak, valamint az előbbit a szezonzáró futamon helyettesítő Bertrand Gachot.

## Áttekintés
A csapatot ebben az évben otthagyta a Lamborghini mint motorszállító, ezért újat kellett keresniük. Választásuk a Hart-motorokra esett, azonban a csapat mögött álló befektető, az Espo Corporation is kiszállt, a pénzhiány miatt pedig csak az elavult Ford DFR motorokra futotta.
Az amerikai nagydíjon Szuzuki rögtön pontot szerzett egy hatodik helyezéssel, azonban az évben többé nem sikerült célbaérnie - hol kiesett, hol már a versenyre sem tudta magát kvalifikálni. Bernard még egyedül a mexikói nagydíjon tudott gyűjteni egy pontot (ez volt a Lola utolsó pontja a Formula–1-ben), így az idényt konstruktőri tizenegyedikként zárták. A japán nagydíjon Bernard balesetet szenvedett és eltörte a lábát, ezért helyére Bertrand Gachot ugrott be Ausztráliára.

## Eredmények
| Év   | Csapat       | Motor    | Gumik | Pilóták         | 1   | 2   | 3   | 4   | 5   | 6   | 7   | 8   | 9   | 10  | 11  | 12  | 13  | 14  | 15  | 16  | Pontok | Helyezés |
| ---- | ------------ | -------- | ----- | --------------- | --- | --- | --- | --- | --- | --- | --- | --- | --- | --- | --- | --- | --- | --- | --- | --- | ------ | -------- |
| 1991 | Larrousse F1 | Ford DFR | G     |                 | USA | BRA | SMR | MON | CAN | MEX | FRA | GBR | GER | HUN | BEL | ITA | POR | ESP | JPN | AUS | 2      | 11.      |
| 1991 | Larrousse F1 | Ford DFR | G     | Éric Bernard    | KI  | KI  | KI  | 9   | KI  | 6   | KI  | KI  | KI  | KI  | KI  | KI  | NK  | KI  | NK  |     | 2      | 11.      |
| 1991 | Larrousse F1 | Ford DFR | G     | Bertrand Gachot |     |     |     |     |     |     |     |     |     |     |     |     |     |     |     | NK  | 2      | 11.      |
| 1991 | Larrousse F1 | Ford DFR | G     | Szuzuki Aguri   | 6   | NI  | KI  | KI  | KI  | KI  | KI  | KI  | KI  | KI  | NK  | NK  | KI  | NK  | KI  | NK  | 2      | 11.      |

## Forráshivatkozások
1. ↑  A Larrousse-sztori… (magyar nyelven). Napi F1 sztori, 2020. április 9. (Hozzáférés: 2024. november 7.)
2. ↑  Lola 91 • STATS F1. www.statsf1.com. (Hozzáférés: 2024. november 7.)